# María de la Concepción Palacios Blanco
María de la Concepción Palacios Blanco est l'une des quatre divisions territoriales et statistiques dont l'une des trois paroisses civiles de la municipalité de Tulio Febres Cordero dans l'État de Mérida au Venezuela. Sa capitale est Las Virtudes.